# Hans A. Kastrup

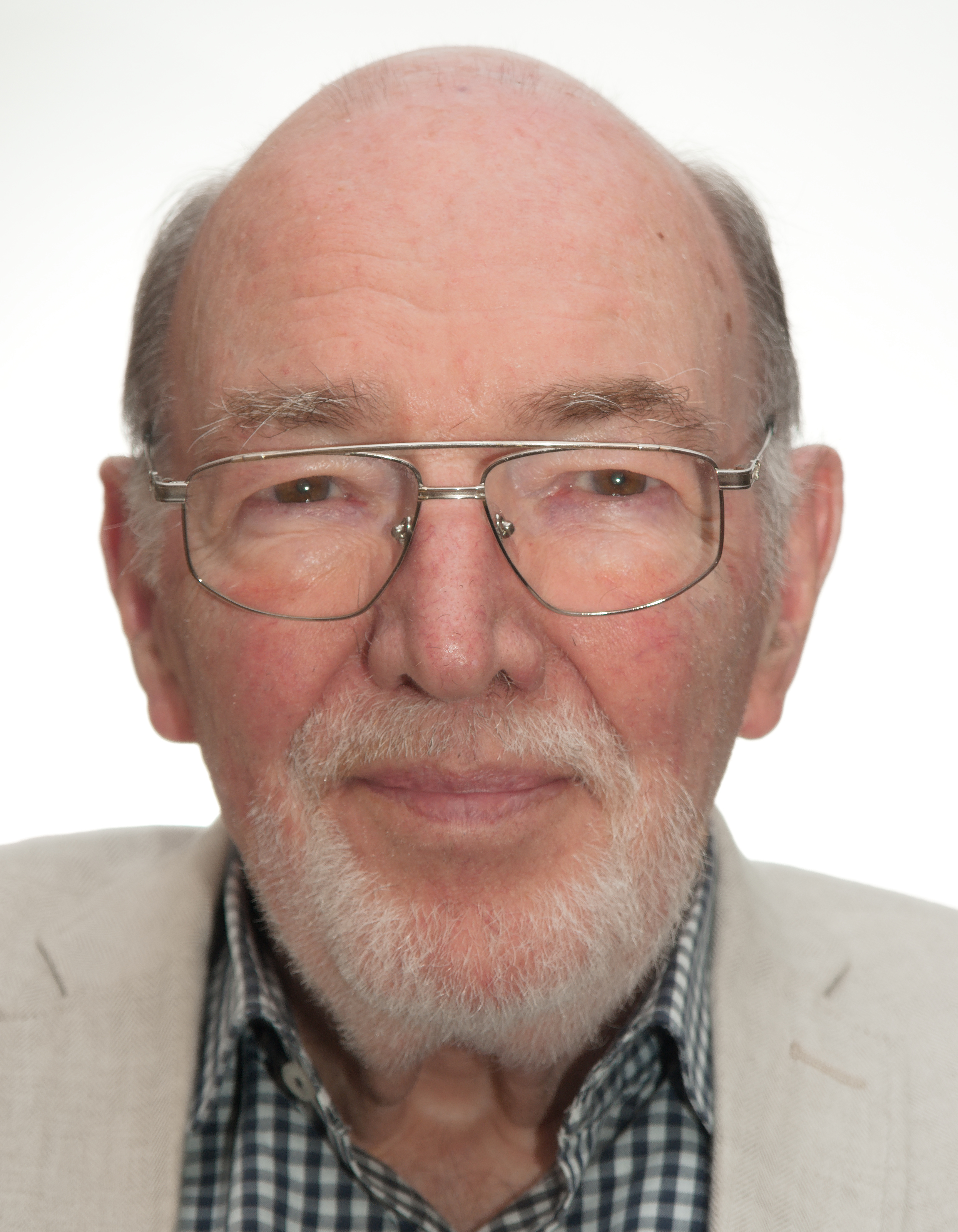
Hans A. Kastrup (2019)

Hans A. Kastrup (* 4. Juli 1934 in Bielefeld) ist ein deutscher Physiker und emeritierter Professor für Theoretische Physik mit Forschungsschwerpunkten Teilchenphysik (Symmetrien und Feldtheorien), Astrophysik (Schwarze Löcher), Grundlagen der Quantentheorie (Quantisierung klassischer Systeme, Wignerfunktionen) sowie Geschichte und Philosophie (Wissenschaftstheorie) von Physik und Mathematik.

## Akademische Kurzbiographie
Kastrup war von 1946 bis 1955 Schüler des Helmholtz-Gymnasiums in Bielefeld, dort erhielt er besondere Förderung durch den Direktor Heinrich Rüping. Anschließend absolvierte er gefördert durch die Studienstiftung des deutschen Volkes ein Studium der Physik an der Ludwig-Maximilians-Universität München (LMU). Im Mai 1962 folgte seine Promotion an der LMU mit der Dissertation über mögliche Anwendungen konformer Transformationen in der Teilchenphysik (Gutachter: Fritz Bopp und Werner Heisenberg). Ab 1962 war er Wissenschaftlicher Assistent am Institut für Theoretische Physik (Lehrstuhl F. Bopp). Im Juli 1964 habilitierte er sich an der LMU mit der Schrift „Konsequenzen der Dilatationsgruppe bei sehr hohen Energien“ (Gutachter ebenfalls Fritz Bopp und Werner Heisenberg).
In den Jahren 1964 und 1965 forschte Kastrup als Stipendiat der Volkswagenstiftung am Lawrence Radiation Laboratory in Berkeley, Kalifornien. Anschließend war er auf Einladung Eugene Wigners als Research Associate am Palmer Physical Laboratory der Princeton University tätig (Wigner hatte 1963 in seinem Physik-Nobelpreis-Vortrag eine der ersten Publikationen Kastrups erwähnt). In den Jahren 1966–1967 lehrte er auf Einladung von Heinrich Leutwyler als Gastdozent am Institut für Theoretische Physik der Universität Bern und von 1967 bis 1972 war er Wissenschaftlicher Rat und Professor am Institut für Theoretische Physik der Universität München.
In den Jahren 1964 bis 1972 forschten Kastrup und Mitarbeiter vor allem an Anwendungen konformer Transformationen des Minkowski-Raumes auf hochenergetische Streuprozesse in der Teilchenphysik, insbesondere auf das asymptotische Verhalten relativistischer Amplituden, bei denen im Impulsraum Massen bei den assoziierten Viererimpulsen vernachlässigbar sind.
Im Jahr 1972 wurde Kastrup auf den neuerrichteten Lehrstuhl für Elementarteilchenphysik im Institut für Theoretische Physik der RWTH Aachen und zu einem der Direktoren des Institutes berufen. Das Forschungsgebiet Theoretische Elementarteilchenphysik wurde in den folgenden Jahren im Institut etabliert und durch zwei weitere Professuren und zusätzliche Mitarbeiterstellen erweitert.
Zu Kastrups zahlreichen Diplomanden und Doktoranden gehören die späteren Professoren Gerhard Mack (Universität Hamburg), Mario Dal Cin (Universität Erlangen), Karl Blum (Universität Münster), Dieter H. Mayer (Universität Clausthal-Zellerfeld), Thomas Mohaupt (University of Liverpool), Thomas Thiemann (Universität Erlangen), Martin  Bojowald (Pennsylvania State University, Pennsylvania, U.S.A.).
Nach seiner Emeritierung von der RWTH Aachen im Jahr 1999 war Kastrup für ein Jahr eingeladener Gastwissenschaftler am europäischen Forschungszentrum CERN bei Genf und ist seit 2001 auf Einladung der Gruppe Theorie Gastwissenschaftler am Forschungszentrum DESY in Hamburg.
Kastrup war zweimal verheiratet: von 1964 bis 1989 mit Barbara Lee, geb. Jonas. Aus der Ehe gingen vier Kinder hervor: Martin, David, Philipp und Bettina. Von 1992 bis 2018 war er mit Dorothea, geb. Göttsche († 2018), verheiratet.

## Forschung
Ein Großteil der Kastrupschen Veröffentlichungen ist geprägt von der Anwendung gruppentheoretischer Methoden auf die Beschreibung unterschiedlicher physikalischer Systeme und ihrer Symmetrien.
Nach der Vordiplom-Prüfung begann Kastrup im Sommer 1959, als Student am Lehrstuhl für Theoretische Physik der LMU München, sich in moderne Themen der Elementarteilchenphysik einzuarbeiten. Der Lehrstuhlinhaber Fritz Bopp war Nachfolger Arnold Sommerfelds und hatte sich mit nichtlokalen klassischen Feldtheorien, Grundlagen der Quantenmechanik wie auch Symmetrien physikalischer Systeme samt den zugehörigen mathematischen Symmetriegruppen beschäftigt.
Prägenden Einfluss auf Kastrup hatte das 1958 nach München umgezogene Max-Planck-Institut für Physik unter seinem Direktor Werner Heisenberg, das mit seinen namhaften Wissenschaftlern und zahlreichen Vorträgen entscheidende Anregungen vermittelte. Dazu gehörte auch die im SS 1959 von Heisenberg an der LMU gehaltene  Kursvorlesung "Quantenmechanik".
Angeregt durch die Anwendung von Skalentransformationen (Dilatationen) in Heisenbergs (physikalisch und mathematisch unzulänglicher) nichtlinearer Spinortheorie und durch eine Arbeit Bopps zur Konforminvarianz der Maxwellschen Gleichungen begann sich Kastrup mit der 15-parametrigen Konformen Gruppe des Minkowski-Raumes als Verallgemeinerung der 10-parametrigen inhomogenen Lorentz-Gruppe eingehend zu beschäftigen. Eine konzeptionelle Schwierigkeit bei dem Thema bestand darin, dass die seit Jahrzehnten vorherrschende, physikalisch widersprüchliche Interpretation der 4-parametrigen Untergruppe spezieller konformer Transformationen des Minkowski-Raumes als Transformation von einem Inertial- zu einem beschleunigten System, diese Untergruppe als physikalisch unverwendbar in Verruf gebracht hatte. Kastrup interpretierte stattdessen in seiner Dissertation diese konformen Transformationen als Raum-Zeit-abhängige Skalentransformationen (Eichtransformationen des Minkowski-Raumes). Diese sich in den Folgejahren durchsetzende Interpretation führte zu einer Fülle von Veröffentlichungen über Anwendungen konformer Transformationen in der relativistischen Quantenfeldtheorie (bei kurzen Abständen bzw. bei so großen Impulsen, dass Massen vernachlässigbar sind) und in der Statistischen Mechanik von Phasenübergängen, insbesondere auch durch die frühen wichtigen Arbeiten seines Doktoranden Gerhard Mack (seit 1967)
Das wiedererstarkte allgemeine Interesse an klassischen Feldtheorien, speziell Eichtheorien, regte Kastrup nach 1974 dazu an, sich mit kanonischen Strukturen klassischer Feldtheorien zu beschäftigen, die durch Lagrange-Funktionen charakterisierbar sind und in ihrer Vielfalt vor allem vom belgischen Mathematiker Théophile Lepage untersucht worden waren
Im Rahmen einer Arbeitsgruppe des Lehrstuhls war Kastrup daran beteiligt, Quantenfeldtheorien auf Gittern zu analysieren, speziell das Higgs-Modell samt seiner Phasenübergänge.
Über die gruppentheoretische Quantisierung von Phasenräumen kam Kastrup zum Problem der Quantentheorie von Schwarzen Löchern und deren Thermodynamik, aufbauend auf der Identifizierung binärer Freiheitsgrade der elementaren (Oberflächen-)Quanten Schwarzer Löcher als die geometrische Größe Orientierung.
Die sich abzeichnenden Vieldeutigkeiten von Stringtheorien, einhergehend mit einem Mangel an physikalischen Voraussagen, ließen Kastrup den Ansatz Ashtekars zur Quantisierung der Gravitation verfolgen, was zu den einflussreichen Dissertationen und internationalen Karrieren seiner Doktoranden Thomas Thiemann und Martin Bojowald auf diesem Gebiet führte.
Die neuesten Arbeiten Kastrups beschäftigen sich mit der gruppentheoretischen
Quantisierung der kanonischen Größe Winkel mittels der Winkelfunktionen sin und cos. Daraus ergab sich auch eine konsistente Definition von Wignerfunktionen für das kanonische
Paar Winkel und Bahndrehimpuls mit unendlichem Zylinder als Phasenraum, samt möglichen Anwendungen in der Quanteninformation.

## Übersichtsartikel (Auswahl)
- Canonical Theories of Dynamical Systems in Physics, Physics Reports, Bd. 101 (1983) pp. 1–167; doi.
- The Contributions of Emmy Noether, Felix Klein and Sophus Lie to the Modern Concept of Symmetries in Physical Systems, erweiterte Fassung des Vortrages, gehalten während der Konferenz SYMMETRIES IN PHYSICS (1600–1980), 20–26 Sep 1983, St. Feliu de Guixols, Spain, Herausgeber der Proceedings: M. G. Doncel, A. Herrmann, L. Michel, A. Pais; Barcelona, Spain, Servei de Publications, Barcelona Autonoma U., 1987, 678pp. Hier pp. 113–164;
- Quantization of the canonically conjugate pair angle and orbital angular momentum, Physical Review A73 (2006) 052104;  doi; e-Print: quant-ph/0510234.
- A new look at the quantum mechanics of the harmonic oscillator, Annalen der Physik (Berlin), Bd. 16 (2007), pp. 439–528; doi; e-Print: quant-ph/0612032
- On the advancements  of conformal transformations and their associated symmetries in geometry and theoretical physics, Annalen der Physik (Berlin), Bd. 17 (2008), No. 9–10, pp. 631–90; doi; e-Print: arXiv:0808.2730 [physics.hist-ph]